# Gyrostemonaceae
Gyrostemonaceae A.Juss. è una famiglia di piante angiosperme dell'ordine Brassicales.

## Tassonomia
La famiglia comprende i seguenti generi:
- Codonocarpus A.Cunn. ex Endl.
- Cypselocarpus F.Muell.
- Gyrostemon Desf.
- Tersonia Moq.
- Walteranthus Keighery